# Schloß Geiersberg

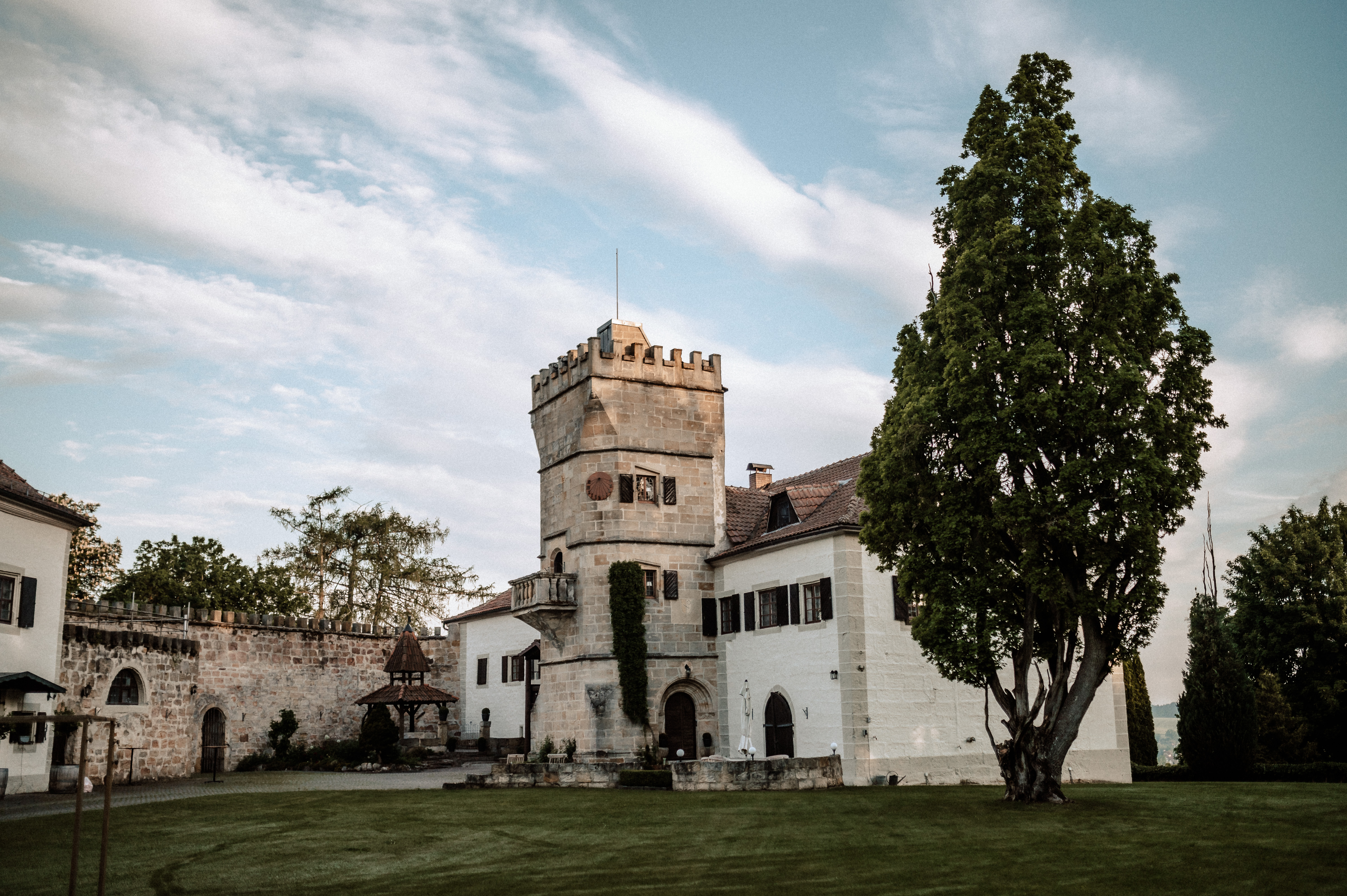
Schloß Geiersberg

Das Schloß Geiersberg steht südöstlich der Stadt Seßlach im Landkreis Coburg in Oberfranken auf einem gegen den Rodachgrund vorgeschobenen Höhenrücken des Bürgerwaldes. Es ist auch ein amtlich benannter Gemeindeteilname. Das Anwesen wird auch Schloß Geyersberg bezeichnet.

## Geschichte
Eine Burg existierte wohl schon im 12. Jahrhundert zum Schutze von Seßlach. Die erste urkundliche Erwähnung war 1290, als der Würzburger Bischof Manegold unter anderem das „castrum Gyrsberg“ als Verwaltungssitz mit dem dazugehörigen Gericht an Karl von Heldritt verpfändete. Manegold hatte zuvor das 1244 zerstörte Burggut wieder aufbauen lassen. 1304 wieder eingelöst wurde die Burg Heinrich von Schaumberg zu Lehen gegeben. Ab 1316 hatte Albert von Lichtenstein den Burgsitz als würzburgisch-bischöfliches Burglehen inne. Nach dem Burgmann Lutz Schott im Jahr 1331 wurden 1337 mit Apel von Lichtenstein die Lichtensteiner für rund 500 Jahre Besitzer des Anwesens. 1671 starb die Geiersberger Linie der Lichtensteiner aus und ihre Rechte gingen an die Freiherren von Lichtenstein-Lahm über.
1818 veranlasste Ludwig von Lichtenstein eine Sanierung des Schlosses. 1831 veräußerte er das gesamte Rittergut an den Kämmerer Heinrich August Bernhard von Pawel-Rammingen, der 1835 den Abbruch der östlichen Schildmauer, des Tores und der Zugbrücke veranlasste. Außerdem wurde der östliche Burggraben für einen offenen Zugang zu einem neu angelegten Park eingeebnet. Der Schlossturm wurde zurückgebaut und im Stil der Neugotik mit einem Zinnenkranz versehen. Von 1839 bis 1920 war das Schloss Eigentum der Grafen von Ortenburg-Tambach.
1961 erwarb die Seßlacher Familie Salb das Schloss, inzwischen teilweise eine Ruine, und ließ es in den folgenden Jahrzehnten sanieren. Das Jägerhaus wird seit den 1960er Jahren als Restaurant genutzt. Außerdem befindet sich auf Schloß Geiersberg eine Galerie mit Bildern einstiger Seßlacher Rittersfamilien. 1970 hatte Schloß Geiersberg 30 Einwohner.

## Baubeschreibung
Die Schlossanlage war einst von einer zweiten Mauer und einem tiefen Wallgraben umgeben. Sie besteht heute aus einem zweigeschossigen Hauptgebäude, ein Sandsteinquaderbau mit einem Walmdach aus dem 17. bis 19. Jahrhundert. Der um 1620 errichtete quadratische Treppenturm besitzt eine Sandsteinspindeltreppe, Zinnenkranz, Balkon und Portal. Kern des Turmes ist im Erdgeschoss der ehemalige Bergfried. Das südliche Jägerhaus, ein zweigeschossiger Walmdachbau von 1541, ist ein schlichtes rechteckiges Gebäude mit zwei Geschossen und einer alten Balkendecke. Eine Steintafel am Jägerhaus zeigt ein dreifaches Allianzwappen derer von Lichtenstein, von Pappenheim und von Stiebar. Eine gekrümmt verlaufende spätmittelalterliche Schildmauer verbindet die beiden Gebäude. Im Winkel zwischen der Schildmauer und dem Hauptgebäude befindet sich eine 39 Meter tiefe Zisterne.
Nordöstlich vom Hauptbau steht das Ökonomiegebäude, ein langgestreckter zweigeschossiger Walmdachbau von 1728/32 und östlich eine eingeschossige Scheune mit Halbwalmdach aus der ersten Hälfte des 18. Jahrhunderts.